# Cylindera ooa
Cylindera ooa (лат.) — вид жуков-жужелиц из подсемейства скакунов.

## Распространение
Восточная Азия: Тайвань (Kaohsiung, Jiaxian, Liuyi Mountain).

## Описание
Длина тела имаго около 1 см. Отличается от близких видов по удлинённым субапикальным пятнам и отсутствию каких-либо пятен на средних краях надкрылий. Этот вид очень похож на C. sauteri морфологически, но его можно отличить от последнего по макуляции надкрылий, верхней губе и размеру тела. Cylindera sauteri имеет почти треугольное пятно на среднем крае надкрылий, а его субвершинное пятно сравнительно маленькое или округлое. Напротив, средний край надкрылий C. ooa без пятен, а его субапикальное пятно сравнительно длиннее, чем у C. sauteri. Верхняя губа C. ooa более прямая латерально и имеет пять или шесть предвершинных щетинок, но верхняя губа C. sauteri вогнута с латеральных сторон и имеет четыре или пять предвершинных щетинок. Более того, размеры тела C. sauteri, а также мужские гениталии больше, чем у C. ooa.

## Таксономия и этимология
Вид был впервые описан в 2019 году тайваньскими энтомологами Ming-Hsun Chou и Wen-Bin Yeh (National Chung Hsing University, Тайчжун, Тайвань). Видовое название происходит от тайваньского произношения растения таро (芋頭, ōo-á), которое выращивают из-за клубней в районе Цзясянь, где найдена типовая серия жука.